# Бандай (вулкан)
Банда́й (яп. 磐梯山 Бандай-сан), также известный как Айдзу-Бандай (яп. 会津磐梯山), Айдзу-Фудзи (яп. 会津富士) и Айдзу-нэ (яп. 会津嶺, «Пик Айдзу») — стратовулкан в Японии, в префектуре Фукусима.
Во время извержения Бандая 15 июля 1888 года долина реки Нагасе на площади 71 км² была покрыта грязевыми лавинами, погиб 461 человек. Вулкан дал название одному из видов извержений — бандайсанского (бандайского) типа с проявлением так называемого высокоэксплозивного вулканизма. В 1987 и 2000 годах вблизи окрестностей вулкана наблюдались землетрясения.